# Mitsubishi Endeavor
Der Mitsubishi Endeavor ist ein Sport Utility Vehicle des japanischen Automobilherstellers Mitsubishi Motors, das von Frühjahr 2003 bis Sommer 2011 ausschließlich für Nordamerika in Normal (Illinois) im dortigen Mitsubishi-Werk (ehemals Diamond-Star Motors) gebaut wurde.
Der Endeavor kam als Nachfolger des Mitsubishi Montero Sport zum Modelljahr 2004 auf den Markt. Damit war es das erste Modell von Mitsubishis „Project America“, welches sich Fahrzeugen widmet, die speziell für den Nordamerikanischen Markt entwickelt wurden. Im Modellprogramm von Mitsubishi war der Endeavor über dem Outlander positioniert und konkurrierte mit Modellen wie dem Honda Pilot oder dem Toyota Highlander.

## Design
Der Endeavor greift einige Design-Elemente des 1999 vorgestellten Konzeptfahrzeugs SSU auf. Er wurde vom Designteam um David O’Connell entworfen und im Januar 2003 erstmals auf der North American International Auto Show in Detroit vorgestellt. Charakteristisch sind vor allem die weit ausgestellten Radhäuser und die damit verbundenen seitlichen Karosserieverbreiterungen im Türbereich. Die Front wird von einem durch das Mitsubishi-Emblem geteilten Kühlergrill mit waagerechten Lamellen und geradlinigen, großen Scheinwerfern geprägt. Am Heck gibt eine separat zu öffnende und nach unten konvex gewölbte Heckscheibe sowie sehr schmale und weit außen liegende Heckscheinwerfer. Letztere werden durch dreieckige Reflektoren zur Mitte hin verbreitert. Ein für SUV’s ungewöhnliches Designmerkmal sind zudem die freistehenden Außenspiegel, die je nach Modell schwarz oder in Wagenfarbe lackiert sind. Der Innenraum des als Fünfsitzer ausgelegten Endeavor ähnelt bis auf die breite, T-förmige Mittelkonsole dem des amerikanischen Mitsubishi Galant.

## Modellpflegen

### 2006
Anfang 2006 wurde der Endeavor leicht überarbeitet. Vor allem der schmalere und je nach Modell chromumfasste Kühlergrill mit zwei statt vier Lamellen sowie ein neuer Frontstoßfänger mit größeren Nebelscheinwerfern und angedeutetem Unterfahrschutz kennzeichnen die modellgepflegte Version. Am Heck gibt es unterdessen eine tiefer gezogenen Heckschürze, ebenfalls mit angedeutetem Unterfahrschutz. Im Innenraum wurden nur geringfügige Verbesserungen vorgenommen.

### 2009
Im Sommer 2009 gab es eine erneute Modellpflege. Sie betraf an der Front hauptsächlich den Kühlergrill, der nun keine vertikale Teilung mehr erhielt und auch ohne Lamellen auskommt.
Die größten Neuerungen fanden am Heck statt: so gab es eine geänderte Heckklappe mit neuem Heckfenster und einer verchromten Zierleiste. Zudem wurden die Rückleuchten verbreitert und die Funktion, die Heckscheibe separat zu öffnen, entfiel. Detailänderungen im Innenraum bezogen sich beispielsweise auf eine neue Bedieneinheit für die Lüftungs- und Klimaanlage. Zur erweiterten Serienausstattung der nun mehr LS (Basis) und SE (höherwertige Version) genannten Ausstattungslinien zählten Nebelscheinwerfer, ein Reifendruckkontrollsystem, eine Bluetooth-Freisprechanlage und in Wagenfarbe lackierte Stoßfänger, Außenspiegel und Türgriffe. Erstmals gab es auch 18-Zoll-Leichtmetallräder für die SE-Version.

Im August 2011 endete die Produktion und der Mitsubishi Challenger II / Pajero Sport übernahm die Nachfolge auf einigen Märkten.

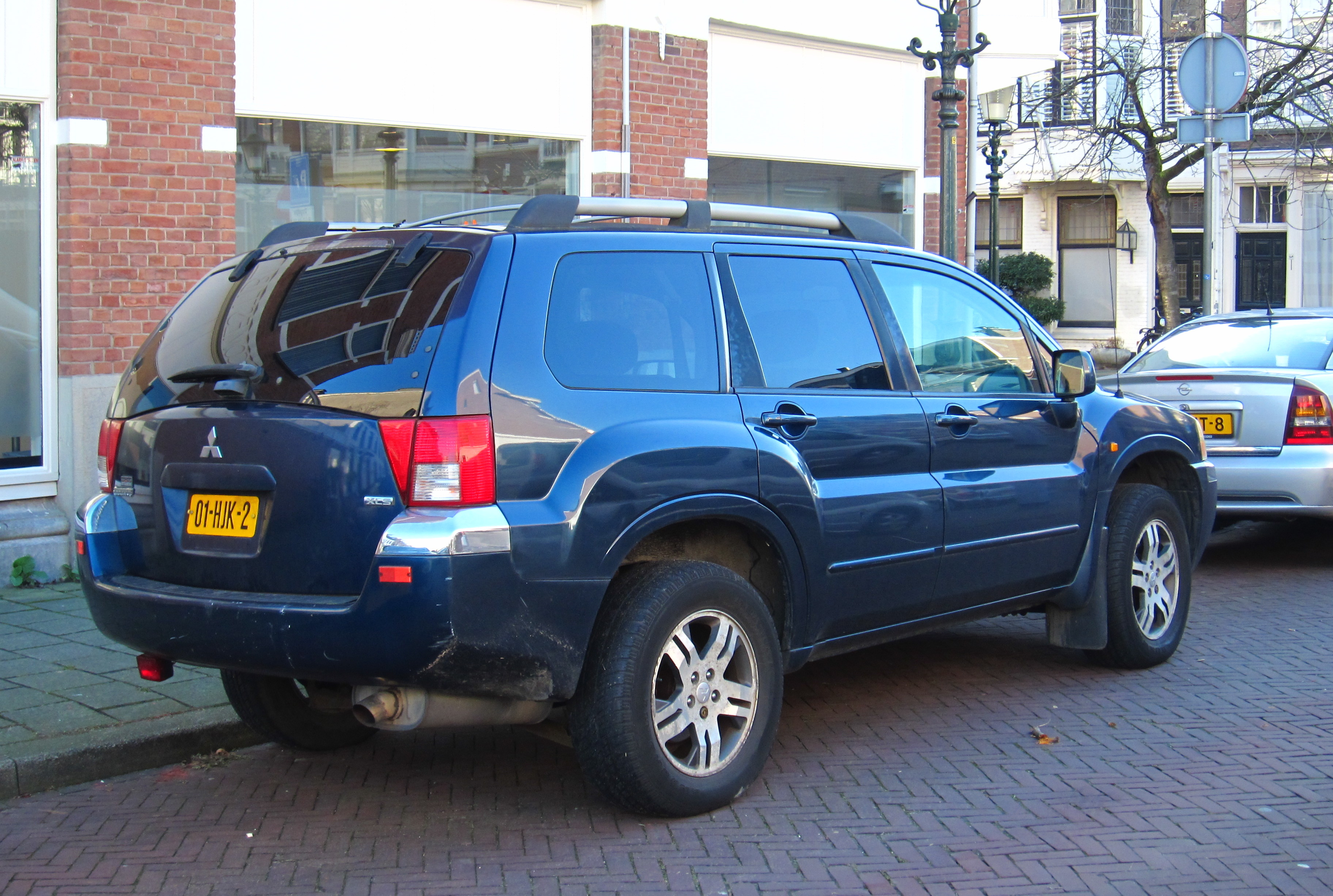
Heckansicht (2003–2006)
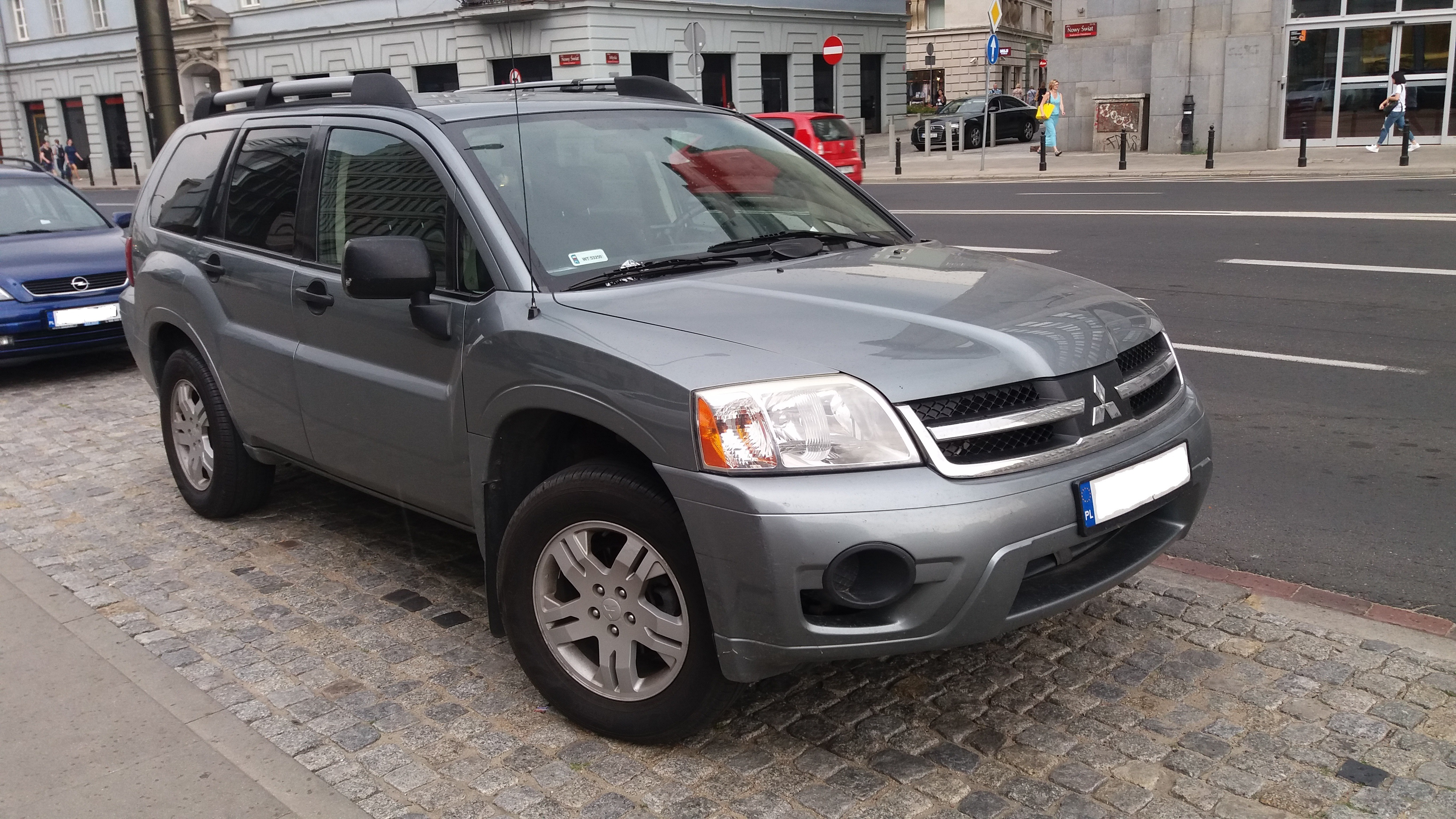
Endeavor (2006–2008)
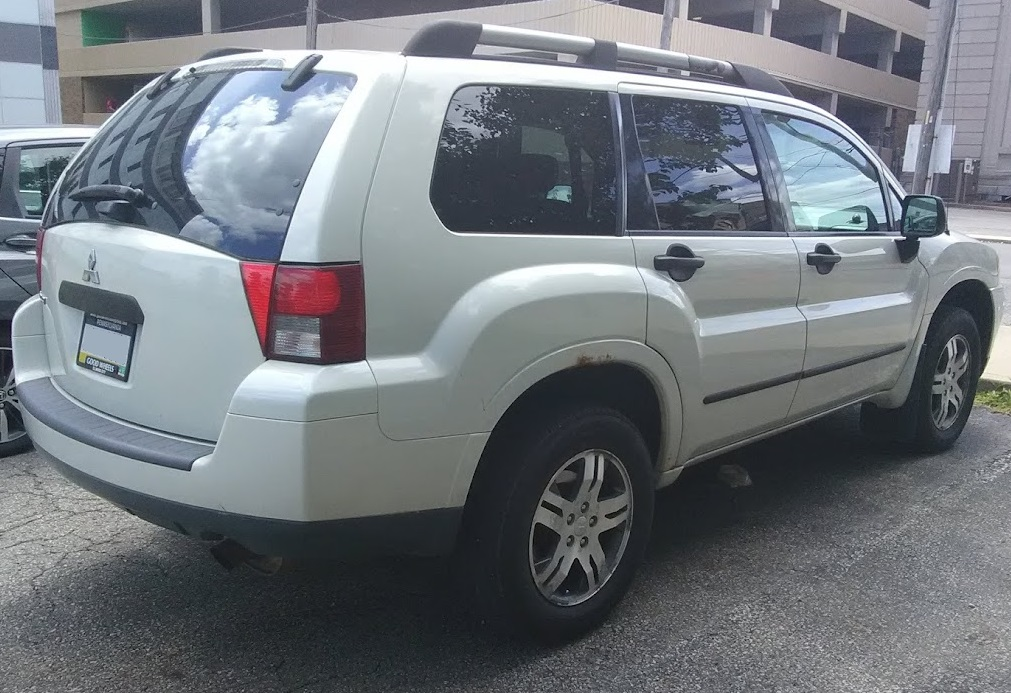
Heckansicht
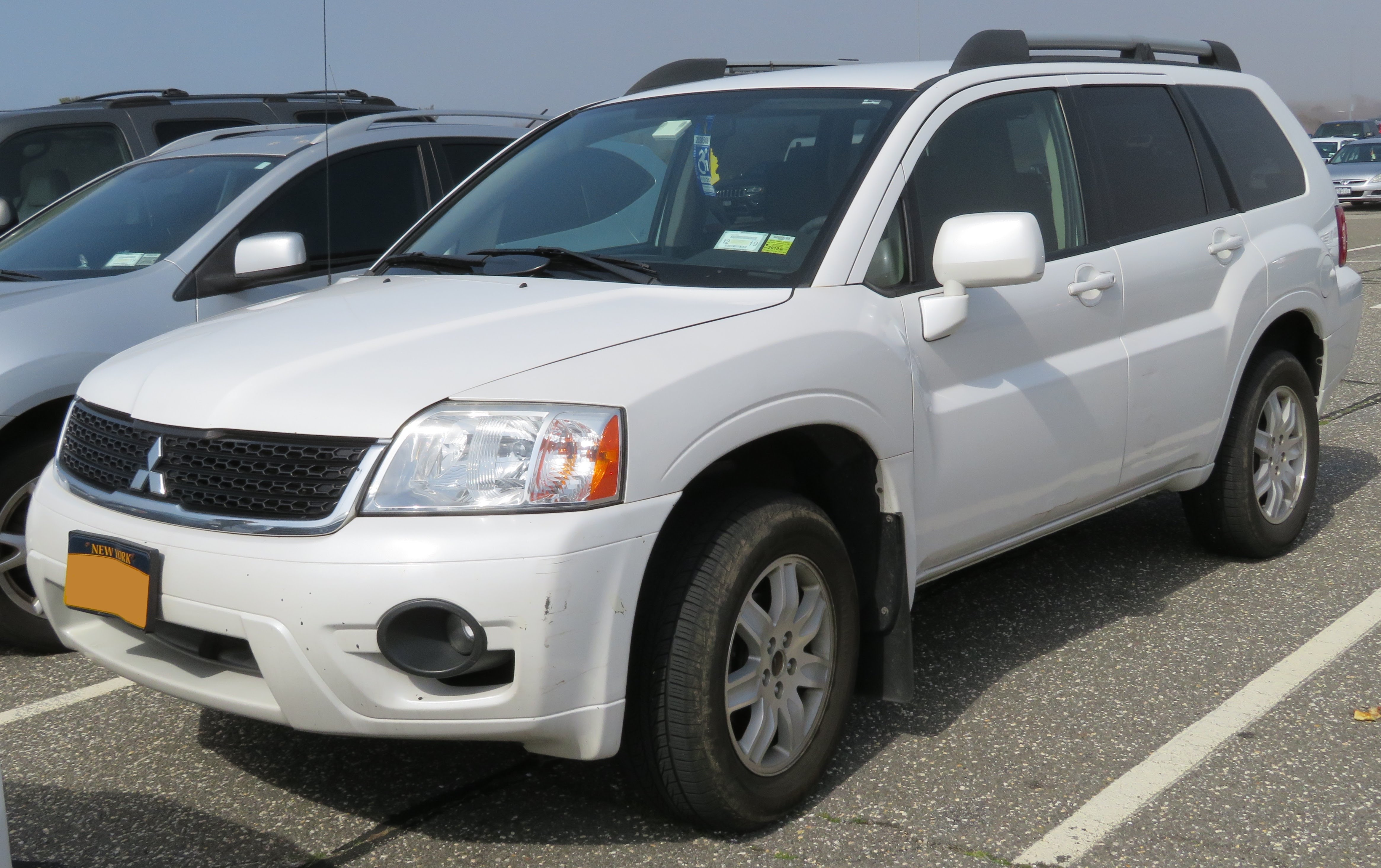
Endeavor (2009–2011)
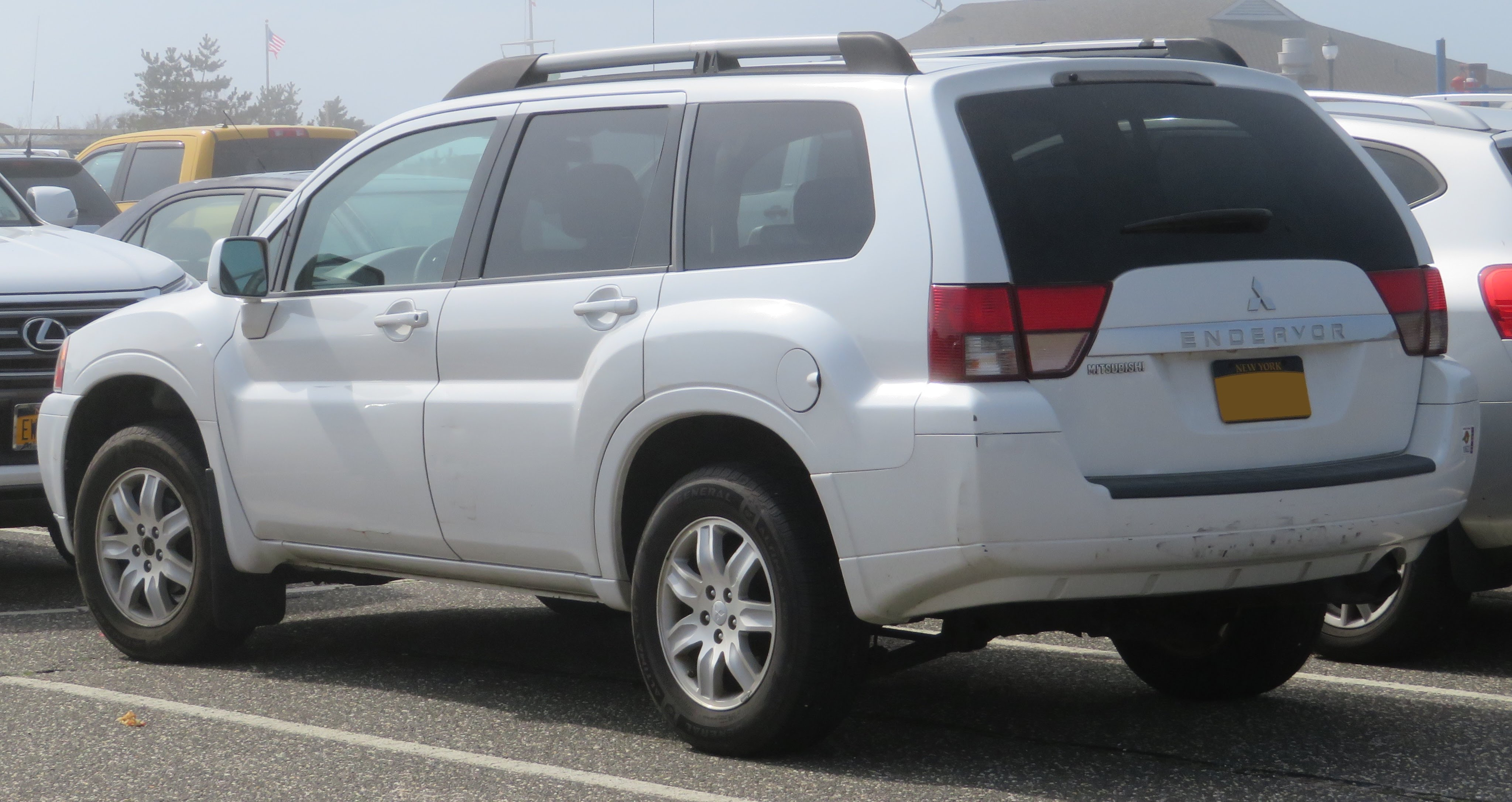
Heckansicht

## Ausstattung
Die Serienausstattung LS umfasste anfangs eine Klimaanlage, ein CD-Radio, 17-Zoll-Räder, eine Geschwindigkeitsregelanlage sowie elektrische Fensterheber und Außenspiegel. Bei den höherwertigen Versionen XLS und Limited kamen je nachdem eine Alarmanlage, Klimaautomatik, beheizbare Ledersitze und ein CD-Wechsler hinzu. Zur Sicherheitsausstattung gehörte im Modelljahr 2004 eine Traktionskontrolle, ABS sowie Fahrer- und Beifahrerairbags, Seitenairbags erst ab XLS. Im Laufe der Bauzeit wurden letztere ebenso wie Kopfairbags und ESP serienmäßig in alle Modelle eingebaut.

## Technik
Basierend auf Mitsubishis PS-Plattform, die auch der Galant, die Eclipse und der 380 nutzen, entstand eine Frontantriebs-Bodengruppe, die nur beim Endeavor optional mit Allradantrieb kombiniert werden konnte. Als Motorisierung stand ausschließlich ein 3,8-Liter-V6-Ottomotor in Verbindung mit einem 4-Stufen-Automatikgetriebe zur Verfügung. Dieser intern 6G75 genannte Motor wurde auch in den anderen Modellen der PS-Plattform sowie dem Pajero eingesetzt. Im Endeavor leistete er anfangs 160 kW und wurde zum Modelljahr 2005 auf 168 kW gesteigert.
|                                              | 3,8-Liter V6                        | 3,8-Liter V6                        |
| Bauzeitraum:                                 | 2003–2004                           | 2004–2011                           |
| Motortyp:                                    | Sechszylinder-Ottomotor in V-Bauart | Sechszylinder-Ottomotor in V-Bauart |
| Hubraum:                                     | 3828 cm³                            | 3828 cm³                            |
| max. Leistung bei min−1:                     | 160 kW (218 PS)/5000                | 168 kW (228 PS)/5000                |
| max. Drehmoment bei min−1:                   | 339 Nm/3750                         | 346 Nm/3750                         |
| Getriebe, serienmäßig:                       | 4-Stufen-Automatikgetriebe          | 4-Stufen-Automatikgetriebe          |
| Antrieb, serienmäßig [Antrieb, optional]:    | Frontantrieb [Allradantrieb]        | Frontantrieb [Allradantrieb]        |
| Beschleunigung, 0–100 km/h:                  | 9,0 s                               | 9,1 s                               |
| Höchstgeschwindigkeit:                       | 195 km/h                            | 195 km/h                            |
| Kraftstoffverbrauch (kombiniert auf 100 km): |                                     | 13,5 l Super (17,5 mpg (US))        |
| CO2-Emission, kombiniert:                    |                                     | 313 g/km                            |